# Rusinowicze (obwód brzeski)
Rusinowicze (biał. Русінавічы; ros. Русиновичи) – wieś na Białorusi, w obwodzie brzeskim, w rejonie lachowickim, w sielsowiecie Nacza, przy drodze republikańskiej R4.
Znajduje tu się stacja kolejowa Rejtanów, położona na linii Równe – Baranowicze – Wilno.

## Historia
W XIX i w początkach XX w. położone były w Rosji, w guberni mińskiej, w powiecie słuckim, w gminie Niedźwiedzice.
W dwudziestoleciu międzywojennym leżały w Polsce, w województwie nowogródzkim, w powiecie baranowickim, w gminie Niedźwiedzice. W 1921 miejscowość liczyła 515 mieszkańców, zamieszkałych w 68 budynkach, w tym 501 Polaków i 14 Białorusinów. 487 mieszkańców było wyznania rzymskokatolickiego, 27 prawosławnego i 1 ewangelickiego.
Po II wojnie światowej w granicach Związku Sowieckiego. Od 1991 w niepodległej Białorusi.